# Union Springs (Alabama)
Union Springs è un comune degli Stati Uniti d'America situato nella contea di Bullock dello Stato dell'Alabama.